# Xander in concert
Xander in concert is een livealbum van de Nederlandse zanger Xander de Buisonjé. Het was het eerste muziekalbum van De Buisonjé dat de eerste plaats wist te bemachtigen in de Nederlandse Album Top 100. Het is opgenomen tijdens een concert in Studio 21 te Hilversum. Het concert bevatte eigen nummers en covers. De wereld redden werd als single uitgebracht en bereikte een vijfde positie in de Nederlandse Single Top 100. Dit nummer is een vertaling van Nur noch kurz die welt retten van de Duitse singer-songwriter Tim Bendzko.

## Tracklist
| 1.                 | Ik was effetjes haar naam kwijt          | 4:30 |
| 2.                 | De wereld redden                         | 3:30 |
| 3.                 | Er is altijd een weg (met Glennis Grace) | 4:20 |
| 4.                 | Moves like Jagger                        | 4:08 |
| 5.                 | Dance with somebody                      | 4:39 |
| 6.                 | Hou me vast (met Yes-R)                  | 3:06 |
| 7.                 | Van jou!                                 | 3:52 |
| 8.                 | Life                                     | 3:48 |
| 9.                 | Little green bag                         | 4:03 |
| 10.                | Zo ver weg (met Lieke van Lexmond)       | 3:38 |
| 11.                | Today                                    | 3:39 |
| 12.                | Blijf bij mij                            | 5:29 |
| 13.                | Heb je even voor mij                     | 4:05 |
| 14.                | Zij gelooft in mij                       | 6:25 |
| Totale duur: 59:12 |                                          |      |

## Hitnoteringen

### NederlandseAlbum Top 100
| Hitnotering: (Week 1 t/m 4) 28-07-2012 t/m 18-08-2012 Hitnotering: (Week 5) 01-09-2012 | Hitnotering: (Week 1 t/m 4) 28-07-2012 t/m 18-08-2012 Hitnotering: (Week 5) 01-09-2012 | Hitnotering: (Week 1 t/m 4) 28-07-2012 t/m 18-08-2012 Hitnotering: (Week 5) 01-09-2012 | Hitnotering: (Week 1 t/m 4) 28-07-2012 t/m 18-08-2012 Hitnotering: (Week 5) 01-09-2012 | Hitnotering: (Week 1 t/m 4) 28-07-2012 t/m 18-08-2012 Hitnotering: (Week 5) 01-09-2012 | Hitnotering: (Week 1 t/m 4) 28-07-2012 t/m 18-08-2012 Hitnotering: (Week 5) 01-09-2012 | Hitnotering: (Week 1 t/m 4) 28-07-2012 t/m 18-08-2012 Hitnotering: (Week 5) 01-09-2012 | Hitnotering: (Week 1 t/m 4) 28-07-2012 t/m 18-08-2012 Hitnotering: (Week 5) 01-09-2012 |
| Week:                                                                                  | 1                                                                                      | 2                                                                                      | 3                                                                                      | 4                                                                                      |                                                                                        | 5                                                                                      |                                                                                        |
| -------------------------------------------------------------------------------------- | -------------------------------------------------------------------------------------- | -------------------------------------------------------------------------------------- | -------------------------------------------------------------------------------------- | -------------------------------------------------------------------------------------- | -------------------------------------------------------------------------------------- | -------------------------------------------------------------------------------------- | -------------------------------------------------------------------------------------- |
| Positie:                                                                               | 1                                                                                      | 17                                                                                     | 42                                                                                     | 71                                                                                     | uit                                                                                    | 100                                                                                    | uit                                                                                    |